# Wild in the Streets (Helix)
Wild in the Streets è il sesto album in studio dei Helix, uscito nel 1987 per l'Etichetta discografica Capitol Records.

## Il disco
Uno dei dischi più rilevanti nella carriera della band canadese, Wild In The Streets ottenne presto l'oro nel loro paese d'origine, ma si posizionò appena alla 179ª posizione nella classifica di Billboard 200 negli Stati Uniti. A causa delle scarse vendite, il gruppo perse poco dopo il loro contratto con la Capitol Records.
La power ballad "Dream On" è una cover dei Nazareth, tratta dal loro disco 2XS del 1982. "She's Too Tough" era invece un brano dei Def Leppard composto nel 1985. Il brano avrebbe dovuto comparire nel loro disco Hysteria nel 1987, ma venne infine scartato. Il brano originale dei Def Leppard emerse appena nel 1993, nel disco Retro Active.

## Tracce
1. Wild in the Streets (Hackman, Lyell) 3:42
2. Never Gonna Stop the Rock (Overland, Overland) 4:36
3. Dream On (Agnew, Charlton, Locke, McCafferty, Rankin, Sweet) 3:43 (Nazareth Cover)
4. What Ya Bringin' to the Party (Hackman, Lyell) 4:02
5. High Voltage Kicks (Hackman, Vollmer) 4:19
6. Give 'Em Hell (Hackman, Vollmer) 3:36
7. Shot Full of Love (Doerner, Vollmer) 4:27
8. Love Hungry Eyes (Hackman, Vollmer) 4:00
9. She's Too Tough (Elliott) 3:29 (Def Leppard Cover)
10. Kiss It Goodbye (Doerner, Vollmer)	3:27

## Formazione

### Gruppo
- Brian Vollmer - voce
- Paul Hackman - chitarra
- Doctor Brent Doerner - chitarra
- Daryl Gray - basso
- Greg Hinz - batteria

### Altri musicisti
- Don Airey - tastiere
- Mickey Curry - batteria
- Brian Doerner - batteria
- Matthew Frenette - batteria
- Sam Reid - tastiere